# Ủy ban Quốc tế Sóng Hấp dẫn
Ủy ban Quốc tế Sóng Hấp dẫn, viết tắt là GWIC (Gravitational Wave International Committee) là một tổ chức phi chính phủ, phi lợi nhuận quốc tế hoạt động trong lĩnh vực quan sát phát hiện sóng hấp dẫn.
GWIC thành lập năm 1997, tập hợp các giám đốc Phòng thí nghiệm hoặc Đài quan sát phát hiện sóng hấp dẫn, nhằm thúc đẩy hợp tác và phối hợp giữa các dự án máy dò sóng hấp dẫn và cung cấp định hướng và tư vấn về sự phát triển trong tương lai của lĩnh vực này.
GWIC được liên kết là Nhóm Công tác WG.11 của Liên đoàn Quốc tế về Vật lý Thuần túy và Ứng dụng (IUPAP). Thông qua sự kết hợp này, GWIC kết nối với 
- Hiệp hội Quốc tế về thuyết Tương đối rộng và Hấp dẫn (International Society on General Relativity and Gravitation) (Ủy ban AC.2 của IUPAP),
- Ủy ban C19 (Astrophysics),
- Ủy ban quốc tế Vật lý AstroParticle (APPIC).

## Mục tiêu
- Đẩy mạnh hợp tác quốc tế trong tất cả các giai đoạn xây dựng và vận hành khoa học của thiết bị dò sóng hấp dẫn;
- Phối hợp và hỗ trợ các kế hoạch dài hạn cho các đề xuất cụ mới, hoặc đề xuất cho việc nâng cấp công cụ;
- Thúc đẩy sự phát triển của phát hiện hấp dẫn sóng như một công cụ thiên văn, đặc biệt là khai thác các tiềm năng cho vật lý học thiên văn đa sứ giả (multi-messenger astrophysics);
- Tổ chức các cuộc họp và hội thảo thường xuyên trên toàn thế giới cho các nghiên cứu về các vấn đề liên quan đến sự phát triển và vận hành các máy dò sóng hấp dẫn mới, hoặc cải tiến, nghiên cứu và phát triển của công nghệ mới;
- Đại diện cho cộng đồng phát hiện hấp dẫn sóng quốc tế, đóng vai trò là người ủng hộ của nó;
- Cung cấp một diễn đàn cho các nhà lãnh đạo dự án thường xuyên gặp gỡ, thảo luận và cùng nhau lập kế hoạch hoạt động và hướng của máy dò của họ và vật lý hấp dẫn sóng thử nghiệm nói chung.